# 海因里希·哈克斯
海因里希·哈克斯（德語：Heinrich Hax，1900年1月24日—1969年9月1日），德国男子现代五项、射击运动员。他曾代表德国参加1928年、1932年和1936年夏季奥林匹克运动会，获得二枚银牌。